# Messiah (televisieserie)
Messiah is een Britse televisiereeks van de BBC, verfilmd in Engeland. De eerste reeks The First Killings  is gebaseerd op een boek van Boris Starlin en werd in 2001 voor het eerst uitgezonden. Nadien volgden nog  meer reeksen. De serie is nog niet uitgezonden in Nederland. Dat kan te maken hebben met het feit dat in Nederland de KRO patent heeft op detectives, maar dat The First Killings zich inhoudelijk minder goed leent voor een katholieke omroep. In België is de serie uitgezonden op Canvas. De serie is niet geschikt voor mensen met een zwakke maag.
De hoofdrolspelers:
- Ken Stott als DC Red Metcalfe;
- Neil Dudgeon als DI Duncan Warren;
- Frances Grey als Kate Beauchamp;
- Michelle Forbes als Susan Metcalf, de doofstomme vrouw van Red.

De afleveringen zijn een kruising tussen een horrorfilm en een detective; ze zijn opmerkelijk donker gekleurd van tint. Daarbij komt nog dat Metcalfe uiterst somber is; Warren gescheiden en grof; Beauchamp is een bleek witneusje en Susan en Red kunnen alleen door gebarentaal communiceren. Elke serie bestaat twee afleveringen van anderhalf uur.

## Afleveringen

### Serie 1: The First Killings
DC Red Metcalfe krijgt de opdracht de zaak op te lossen wanneer twee zwaar verminkte lijken worden gevonden. Red staat bekend als een prima detective vanwege zijn vermogen om zich in de gedachtewereld van de daders te plaatsen.
Hij stelt zijn topteam samen: nieuwkomer Kate Beauchamp, een knappe vrouw, alsmede zijn protegé Jez Clinftonen en een harde politieman met veel ervaring, Duncan Warren. Maar ze beschikken over geen enkele aanwijzing, motief of bewijs. Alleen de mysterieuze wijze waarop de lijken zijn achtergelaten, linkt de moorden aan elkaar.
Metcalfe en zijn team zijn gechoqueerd wanneer ze ontdekken dat de moordenaar mensen vermoordt wiens naam of job overeenkomt met die van een van de twaalf apostelen. Bovendien worden ze stuk voor stuk vermoord op de feestdag van elke apostel. Een grootscheepse reddingsactie van mogelijke slachtoffers loopt slecht af. Red Metcalfe wordt steeds wanhopiger en ook zijn team ziet het niet meer zitten. Wanneer ze eindelijk een spoor en een getuige vinden, krijgt het onderzoek een nieuwe impuls.
Er wordt iemand gearresteerd, maar niet veel later krijgt Red – in een verwijzing naar Judas – een envelop met dertig zilveren munten opgestuurd. Is hij het volgende slachtoffer?

### Serie 2: Vengeance is Mine
Dit deel, dat ontstond uit een samenwerking tussen BBC Noord-Ierland en Paramount, is de follow-up. Inleiding is dat de broer van Red, die ook al in deel 1 een dubieuze rol speelt, midden op straat (Leadenhall) wordt neergestoken. Susan was in de omgeving, maar was niet in staat om een getuigenis af te leggen. Daarnaast vinden er allerlei moorden plaats. Er vallen vijftien verschrikkelijke doden in dit deel, doch de vier eerste zetten een andere reeks op gang die het voor Metcalfe en zijn team wel erg moeilijk maken.
Vier moorden in het verleden blijken de oorzaak te zijn voor de nieuwe moorden. De daders van toen zouden achter de tralies moeten zitten? Of lopen de echte daders nog rond?
Werd er toen geknoeid met het bewijsmateriaal? Metcalfe voelt de hete adem van het verleden in zijn nek. De verschrikkelijke waarheid komt aan het licht als de moordenaar, die uit is op wraak ook Metcalfe en zijn onderzoeksteam bedreigt. Nu is niemand nog veilig voor de grijpgrage moordenaar.

### Serie 3: The Promise
Beauchamp en Warren bevinden zich in een gevangenis voor een onderzoek. Tijdens dat bezoek breken er onlusten uit en Kate wordt gegijzeld. Een bewaker wordt voor haar ogen in brand gestoken; zij is zonder meer het volgende slachtoffer. Een dokter ter plaatse komt zowel een slachtoffer als Kate te hulp en redt haar van de brand.
Aanstichter van het oproer is Pace Tierney, een vijand van Red. Na tussenkomst van oproerpolitie wordt het oproer onderdrukt. Er vallen veel gewonden, die naar een ziekenhuis in de omgeving worden gebracht. Aldaar een dubieuze manager en psychotische chirurg.
In het ziekenhuis wordt de ene na de andere gevangene omgebracht. Zowel Kate als de chirurg zijn steeds in de buurt en worden al snel verdacht. Kate wordt dermate verdacht dat Red ook in haar verleden begint te spitten en hij verdenkt haar serieus tot op het moment dat ook haar pleegvader vermoord wordt.
Kate raakt dermate ontregeld door alles, dat zij psychotherapie moet volgen, aangeraden door Red. Red heeft vroeger bij dezelfde therapeut gezeten en Red moet toegeven dat hij voor de charmes van de therapeut viel, hetgeen zijn privésituatie er niet rustiger opmaakt.
De achtergrondmuziek van dit deel 3 is uit Carmina Burana van Carl Orff.

### Serie 4: The Harrowing
In serie 4 is Beauchamp verdwenen; de nieuwe assistente is de nerveuze en onzekere Vickie, gespeeld door Maxine Peake. Ook de patholoog Rachel en haar man (ook toevallig werkzaam bij de politie) spelen een belangrijke rol als moeder en vader van een studente die zelfmoord heeft gepleegd.
De aflevering (1) begint net zo luguber als de overige delen. De zelfmoord; een moord door middel van bijen; mensen aan vleeshaken en opsluiting van een gezette man in een brouwersketel moeten Metcalfe en zijn trawanten op het spoor brengen van de moordenaar. In deze serie laat de moordenaar steeds een aanwijzing achter voor de volgende moord, maar ze zijn steeds te laat. Bij de moord op de gezette man geeft de moordenaar een deel van zijn/haar geheimen prijs; citaten van Dante's Inferno. Daarop wordt een Dantekenner ingeschakeld; deze zaait echter meer verwarring, dan dat zij de zaak mee helpt oplossen. Nu zij de verschrikkingen in het echte leven verbeeld ziet, kan zij die niet aan. Het overal met bloed geschreven Save me vormt een leidraad door beide verhalen, de centrale vraag is wie er gered moet worden.
Deze serie is tevens de gruwelijkste; er zijn talloze verminkte lijken en het verhaal begint te lijken op Seven. 
De achtergrond muziek voor The Messiah IV trail is Agnus Dei, gecomponeerd door Samuel Barber en uitgevoerd door het Accentus Kamerkoor.